# Глинников Ілля Ілліч
Ілля Ілліч Глинников (рос. Илья Ильич Глинников, нар.. 19 вересня 1984, Новомосковськ, Тульська область, РСФСР) — російський актор.

## Кар'єра
Закінчив Новомосковський коледж фізкультури і спорту. Переїхав до Москви, плануючи стати актором, намагався вступити до Школи-студії МХАТ. Не пройшов другий тур екзаменів, після чого вступив до РАТМ, там учився у актора Валерія Гаркаліна.

### Універ
Ще студентом Глинников знявся в епізоді молодіжного серіалу «Універ». Першою великою роботою стала роль Івана в музичній мелодрамі Єгора Дружиніна «Перше кохання».

### Перше кохання
Разом з Глинниковим у фільмі знялися співачка Юлія Савичева і балерина Ілзе Лієпа.

### Інтерни
З 2010 року Глинников знявся в серіалі Максима Пежемського «Інтерни» в ролі Гліба Романенка, сина головного лікаря. За сюжетом доктор Биков (Іван Охлобистін) отримує для навчання чотирьох студентів. Биков цинічно розігрує їх. Персонаж Глиннікова Гліб Романенко - це веселий юнак, що подобається жінкам, і любить гумор.

### Війна в Україні
29 квітня Ілля з російським коміком Стасом Старовойтовим приїхали до тимчасово окупованої Донецької Області до так званої «ДНР», де брали участь як російські діячі культури на російському марафоні "Знание", присвяченому 80-річчю Перемоги у Другій світовій війні. Вони пропагандували російську культуру та жалість до "народу Донбасу", Ілля з початку повномасштабного вторгнення Росії в Україну підтримав агресію проти України.

## Фільмографія
- 2009 — Універ — друг Кузі Паша
- 2009 — Перше кохання — Іван
- 2010 — Інтерни — Гліб Вікторович Романенко
- 2010 — Туман — Антон Чірко (Бабник)
- 2016 — Крыша мира — Миша

## Громадянська позиція
- У вересні 2022 року втік від часткової мобілізації у Росії до Казахстану.[3]
- Наприкінці квітня 2025 року відвідав незаконно окупований російськими військами Донецьк.